# Auguste Escoffier
Georges Auguste Escoffier (Villeneuve-Loubet, 1846. október 28. – Monte-Carlo, 1935. február 12.) francia szakács, vendéglős és konyhai témájú könyvek írója, aki népszerűvé tette és felfrissítette a tradicionális francia főzési eljárásokat. A séfek és az ínyencek között szinte legendás alakká vált, egyike azoknak a fontos vezetőknek, akik a modern francia konyha felfejlesztésével foglalkoztak. Escoffier technikájának java része a ’’Haute cuisine’’ (jelentése „magas” konyhaművészet) egyik kiötlőjén, Antoine Carême-en alapult, de ő fő célként Carême alapos és finomkodó stílusának leegyszerűsítését tűzte ki maga elé.
Az általa kitalált és lejegyzett recepteken kívül Escoffier másik hatalmas érdeme, hogy magát a főzést kiemelt, respektált státuszba emelte, a rendet és a józanságot a zűrzavar és a részegség elé helyezte. Konyháját brigádrendszer szerint szervezte meg, minden egyes részegységét külön „chef de partie” vezette. Meghonosította a „service à la russe” (a. m. felszolgálás orosz módra) (az étlapra nyomtatott minden étel sorrend szerinti felszolgálása) gyakorlatát a „service à la française” (a. m. felszolgálás francia módra) (minden étel egyszerre tálalása) helyett.

## Korai évei
Escoffier 1846. október 28-án született a Côte-d’Azur-ön, Nizza közelében található Villeneuve-Loubet nevű faluban. Apja Jean-Baptiste Escoffier a falu patkoló-kovácsa volt, anyja Madeleine Ciatte háztartásbeli. 13 éves korában, annak ellenére, hogy jó eséllyel artista lehetett volna, nagybátyja fogadójában, a nizzai Le Restaurant Françaisban csapott fel gyakornoknak. 1865-ben a párizsi Le Petit Moulin Rouge étterembe ment dolgozni segédként (commis). Egészen az 1870-es francia-porosz háborúig ott maradt, majd behívták katonának, de hamar fogságba esett. Szabadulása után Mac-Mahon marsall konyhafőnökének nevezték ki. Pozíciójában, a csapatok jobb ellátásán gondolkodva az ételek konzerválási módszereinek tanulmányozásába kezdett. 1872-ben leszerelt és visszatért Nizzába. A következő évben visszatért a Le Petit Moulin Rouge étterembe konyhafőnökként és a következő hat évben itt dolgozott. Az 1878-as évet saját étterme, a Le Faisan Doré (Az arany fácán) megnyitásával kezdte Cannesban, melyet egy élelmiszerüzlet kibővítésével alakított ki. Még ennek az évnek augusztusában elvette Delphine Daffist és Cannes lett a pár téli rezidenciája, ugyanakkor a szakmai működésének középpontja továbbra is Párizs maradt, ahol előbb a Maison Chevet, majd a Restaurants Maire éttermek konyháját vezette. 1884-ben részt vett Boulogne-sur-Mer kaszinója éttermének megnyitásában.

## César Ritz és a London Savoy
Az 1850-ben született César Ritz 1870-től vezette a svájci Luzern városában található Grand Hotel Nationalt , majd a monte-carlói Grand Hotel vezetését is átvette. Amikor Jean Giroix, ez utóbbi konyhafőnöke a konkurens (és sokkal sikeresebb) Hôtel de Paris-ba távozott, utódjául Escoffiert ajánlotta Ritznek. Ritz egy egyszezonos szerződést kínált Escoffiernak, amit emez elfogadott. Escoffier megreformálta a konyhát és a szálloda éttermét a legnépszerűbbé tette a városban. A két férfi annyira összebarátkozott, hogy üzlettársakká is váltak, 1890-ben a londoni Savoy Hotel került felügyeletük alá. Ez volt a kiindulópontja annak a gyümölcsöző kapcsolatnak, amelyből később sok híres hotel született, a római Grand Hoteltől kezdve számos Ritz Hotelig szerte a világon.
A London Savoynál rengeteg csodálatos étket kreált Escoffier. 1893-ban például a ’’Pêche Melba’’ (desszertkülönlegesség) az ausztrál énekesnő Nellie Melba tiszteletére, vagy az olasz zeneszerző, Gioacchino Rossini után elnevezett ’’Tournedos Rossini’’ (melyet pár anekdota szerint Carêmetől vett át). Miután jelentős pénzt keresett az étel-ellátásból, részt vásárolt a Savoyból.

## Ritz és a Carlton
Escoffier és Ritz 1898-ban nyitotta meg a Ritz Hotelt Párizsban. Ezt követte egy évvel később a londoni Carlton, ahol Escoffier először alkalmazta az á la carte menü gyakorlatát. Ritz 1901-ben idegösszeroppanást kapott, innentől kezdve Escoffier 1919-ig – Ritz haláláig – egyedül irányította a Carltont. Ezen időszak kései szakaszán tanítványa volt például Ho Si Minh, mint cukrásznövendék, illetve Akijama Tokuzó japán császári séf. 1903-ban publikálta első fő könyvét, a Le Guide Culinaire-t, ami körülbelül 5000 receptet tartalmaz.  A francia konyha világra gyakorolt hatása ennek a műnek köszönhetően szinte felbecsülhetetlen, máig a klasszikus főzés egyik alapja és szakácskönyve. 1904-ben és 1912-ben Escoffiert felkérte egy gőzhajótársaság a Hamburg és Amerika közti vonalak gőzhajóinak konyhájának megtervezéséhez és működtetéséhez. A második úton maga II. Vilmos gratulált neki, ezekkel a szavakkal: „Én vagyok Németország császára, azonban te a séfek császára vagy.”

## Halála
88 évesen, Monte-Carlóban hunyt el, pár nappal felesége után.

## Könyvei és kiadványai
- L’Art Culinaire (periodika 1883-tól)
- Les Fleurs en Cire (1885)
- Le Guide Culinaire (1903)
- Les Carnets d’Epicure (periodika 1911-től)
- Le Livre des Menus (1912)
- L’Aide-Mémoire Culinaire (1919)
- La Revue Culinaire (periodika 1920-tól)
- Le Riz, La vie à bon marché: recettes pour accommoder Le Riz (1927)
- La Morue, Recettes pour accommoder la Morue (1929)
- Ma Cuisine (1934)

## Díjai, elismerései
Az 1920-as években Escoffier lett az első szakács, aki megkapta a Francia Köztársaság Becsületrendjének lovagi, majd 1928-ban tiszti rangját.